# Karsten Rasmussen
Karsten Rasmussen (ur. 16 października 1965) – duński szachista, mistrz międzynarodowy od 1990 roku.

## Kariera szachowa
Na przełomie 1984 i 1985 r. podzielił 8-11. miejsce w rozegranych w Groningen mistrzostwach Europy juniorów do 20 lat (w jednej z partii pokonując m.in. brązowego medalistę, Lembita Olla). Wielokrotnie startował w finałach indywidualnych mistrzostw Danii (debiut w 1984), zdobywając trzy medale: dwa srebrne (1992, 1993) oraz brązowy (2006). W 1992 r. jedyny raz w karierze wystąpił na szachowej olimpiadzie (rozegranej w Manili). Był również uczestnikiem drużynowych mistrzostw Europy (Heraklion 2007). 
Odniósł kilka sukcesów w turniejach międzynarodowych, z których na pierwszy plan wysuwa się samodzielne zwycięstwo w turnieju The North Sea Cup w Esbjergu w 2007 roku. Oprócz tego zajął m.in. dz. I m. w Aarhus (2003, wspólnie ze Steffenem Pedersenem), dz. II m. w Maladze (2003, za Siergiejem Tiwiakowem, m.in. wspólnie z Olegiem Korniejewem, Iwanem Czeparinowem i Pią Cramling), dz. I m. w Dortmundzie (2005, wspólnie z m.in. Gerhardem Scheblerem i Thomasem Henrichsem), I m. w Aarhus (2010, turniej Aarhus Chess Summer 2010 - IM) oraz dz. II m. w Hawanie (2010, turniej open memoriału José Raúla Capablanki, za Hectorem Delgado Ramosem, wspólnie z Pedro Alejandro Jimenezem Fragą i Juanem Carlosem Obregonem Rivero).
Najwyższy ranking w karierze osiągnął 1 stycznia 2008 r., z wynikiem 2505 punktów zajmował wówczas 7. miejsce wśród duńskich szachistów.